# Sień katedralna na Wawelu
Sień katedralna, dawniej kaplica św. Mikołaja – sień katedry wawelskiej, prowadząca do kapitularza katedralnego. Znajduje się w północnej nawie bocznej, pomiędzy kaplicami Maciejowskiego a Czartoryskich.

## Historia

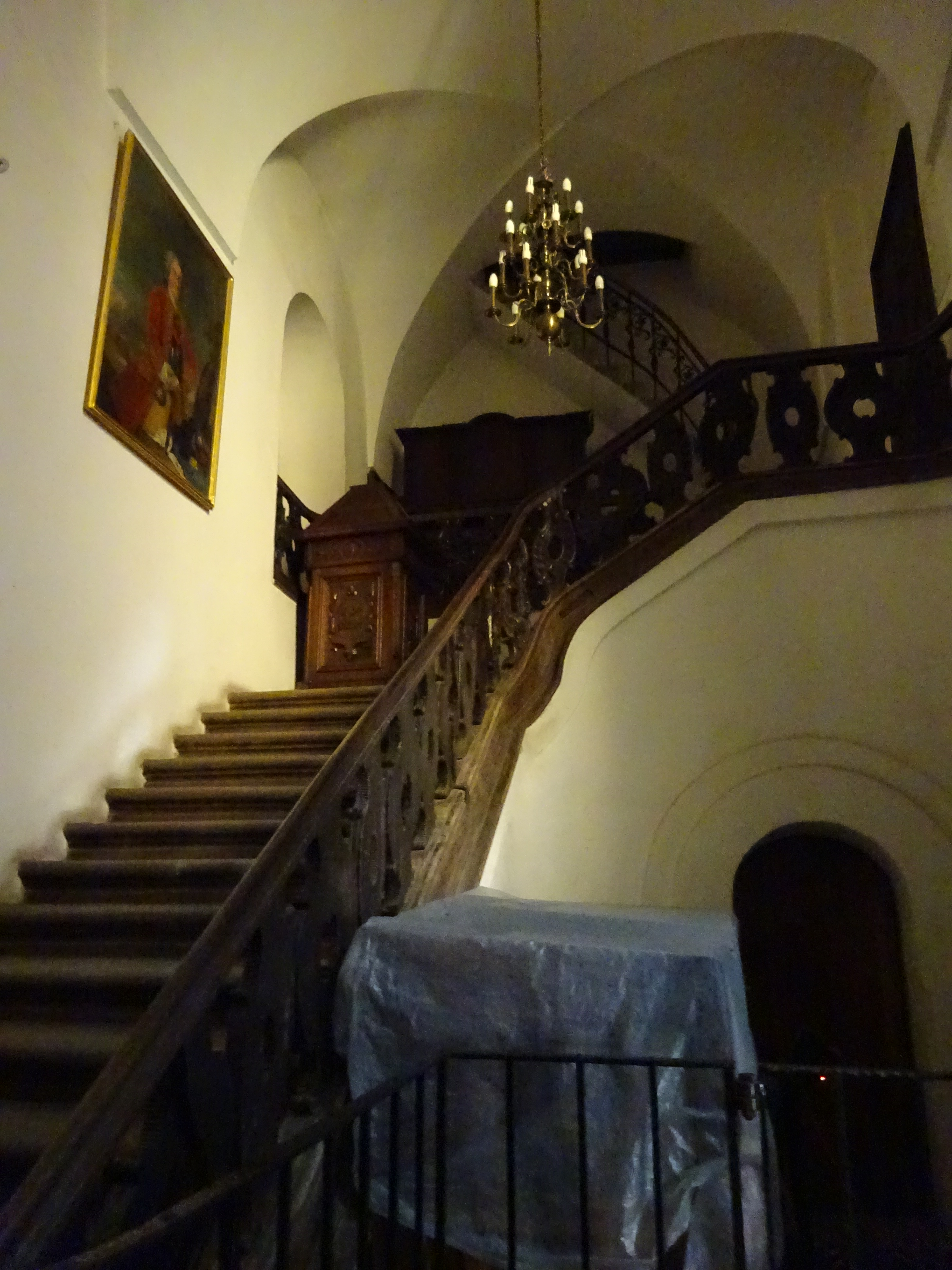
Schody do kapitularza w Sieni katedralnej

Obiekt powstał w 3. ćwierci XIII wieku jako kaplica pod wezwaniem świętego Mikołaja. W latach 1459–1456 część wnętrza przeznaczono na kaplicę Hinczy z Rogowa. Wówczas obie kaplice przedzielono. Na początku XVII wieku kaplicę odrestaurowano z powodu prac przy nowym kapitularzu. Wtedy to ołtarze przestawiono. Roboty wykonał Matys Świętek, za co dostał 40 florenów. W 1628 roku odnowiono wnętrze z funduszy kanoników katedralnych Adama Szypowskiego i Krzysztofa Nosarzewskiego. Gotycki ołtarz świętego Mikołaja przekazano w 1629 roku do Zborówka. Do kaplicy wykonano nowy ołtarz z drewna. W nim znajdował się obraz, przedstawiający Jezusa Chrystusa, ukazującego się Marii po zmartwychwstaniu, po bokach którego stały figury Piotr Apostoł i Paweł z Tarsu. W jego zwieńczeniu umieszczony był obraz Święty Mikołaj w asyście świętego Wacława i świętego Floriana. Ołtarz przekazali egzekutorzy testamentu kanoników. Następnej przebudowy dokonano w latach 1773–1775 według projektu Dominika Pucka. Zniesiono wtedy kaplicę świętego Mikołaja i urządzono tu sień do kapitularza oraz biblioteki kapitulnej. W obiekcie ustawiono rokokowe schody, a kaplicę Hinczy zniszczono, łącząc ją z sienią.

## Architektura
W obiekcie znajdują się epitafia kanoników katedralnych Adama Szypowskiego i Stanisława Garwaskiego. Schody prowadzą do kapitularza.